# George Monck

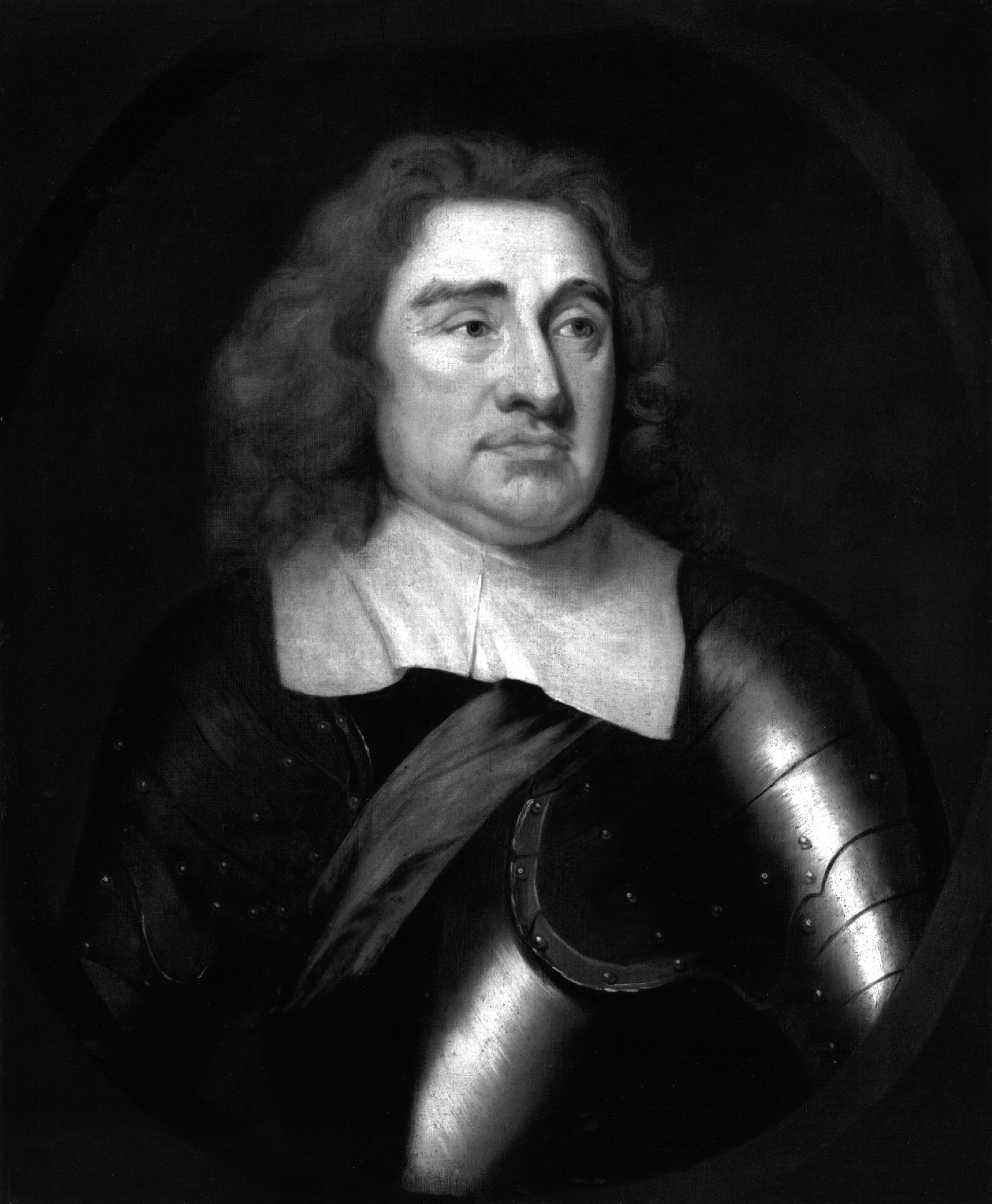
Samuel Cooper († 1672): sir George Monck

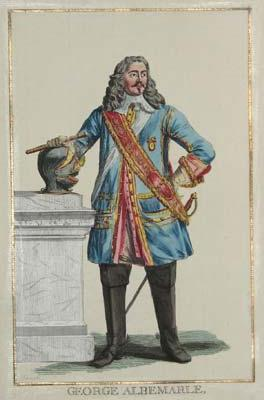
sir George Monck (rézmetszet, 1787 körül)

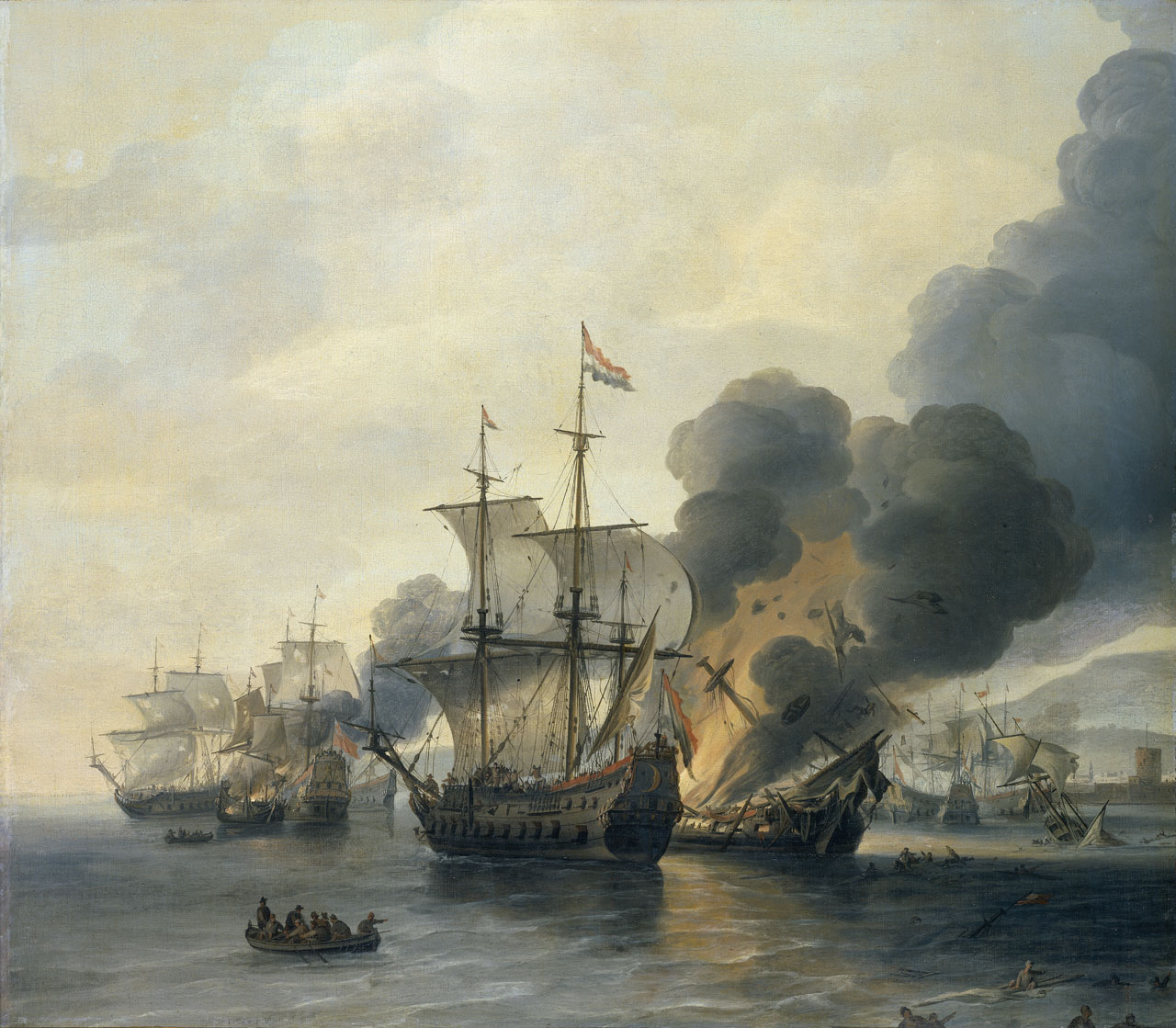
Willem Hermansz van Diest: A leghorni csata (1653. március 14.)

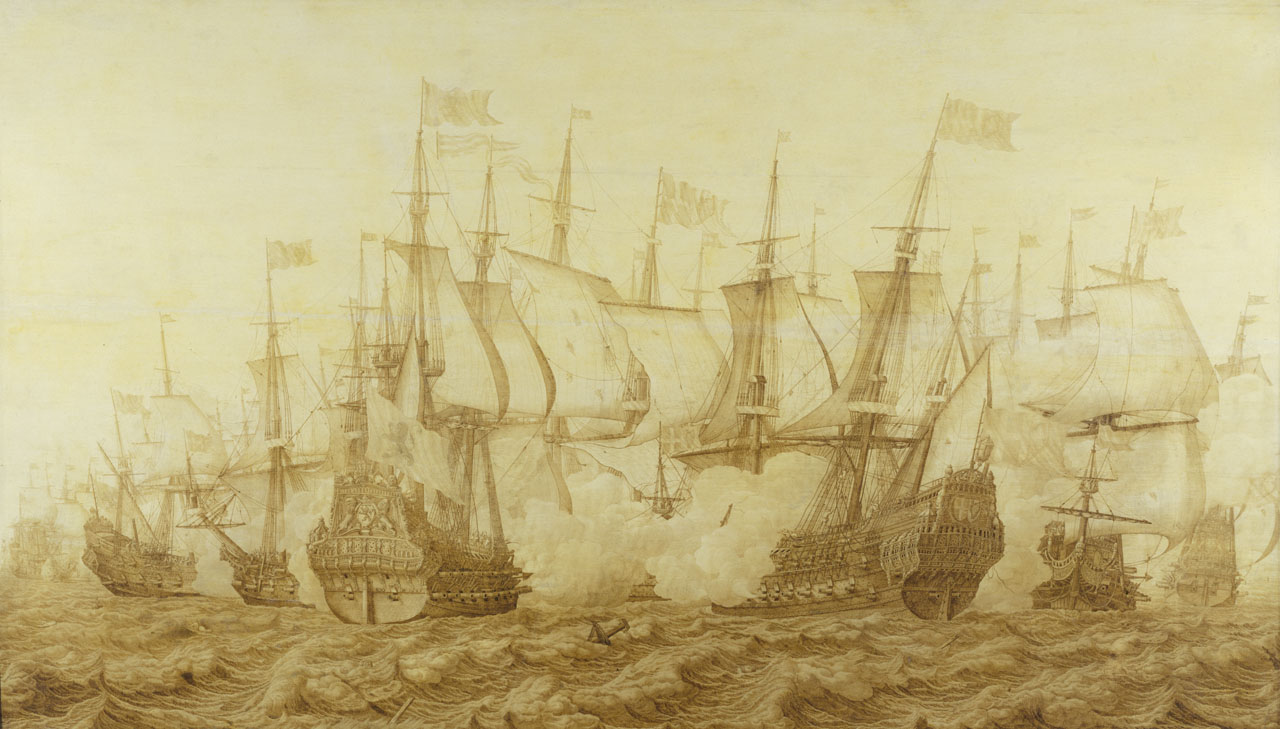
Heerman Witmont: A gabbardi csata (1653. június)

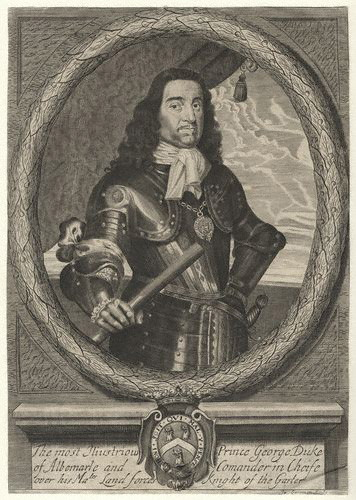
sir George Monck 1660 körül

George Monck, Albemarle első hercege (Merton kerület, 1608. december 6. – London, 1670. január 3.) a 17. század közepének egyik legismertebb angol katonája, a második angol–holland háborúban az angol flotta főparancsnoka.

## Élete, katonai pályafutása

### Ifjú évei
Devonshire megyében született egy jó családból származó, de elszegényedett nemes, Sir Thomas Monk második fiaként. Fiatalon menekülnie kellett otthonról, mert megverte a megye helyettes seriffjét, aki (szerinte igazságtalanul) fogdába zárta apját. Amint ez ilyenkor szokásos volt, katonának állt, hogy elkerülje a felelősségre vonást.

### I. Károly katonája
Önkéntesként szolgált 1628-ban a cadizi expedícióban, és kitüntette magát a Ré-szigeti csatában.
1629-ben csatlakozott a spanyolok ellen harcoló holland sereghez, amelynek hamarosan megbecsült parancsnokává vált.
1638-ban vissza kellett térnie Angliába, mert összeveszett Dordrecht város elöljáróival. Odahaza alezredesi rangban a newporti ezredbe osztották be.
1640-ben a skótok elleni háborúban ismét kitüntette magát, majd a következő évben immár ezredes rangban az ír felkelők ellen vezényelték. Rövid ideig Dublin kormányzója is volt, de árulás vádjával letartóztatták, és Bristolban bebörtönözték. A bíróság előtt tisztázta magát, és a kitörő polgárháborúban a király egy sereg vezetését bízta rá. 1644-ben a parlamenti erők fogságába esett, és a következő két évet a londoni Towerben töltötte.

### A parlament szolgálatában
1646-ban felkérték, hogy csatlakozzon az ír felkelők ellen harcoló sereghez. Mivel nem a király ellen kellett harcolnia, sok társához hasonlóan Monck is úgy érezte, hogy ez a megbízás nem ellentétes a királynak tett esküjével, és kiszabadulhat a fogságból. Írországban régi barátja, Lord Lisle segédtisztje lett, majd Ulster tartomány kormányzója. Egy ideig sikerült féken tartania a lázadást, de a király kivégzése után olyan sokan hagyták el a parlament seregét, hogy Monck kénytelen volt fegyverszünetet kötni a lázadókkal, bár tudta, hogy ezt a parlament nem fogja jóváhagyni. Bár seregének nagy része átállt a királypártiak oldalára, Monck hűséges maradt megbízóihoz, és visszatért Angliába. Ott hadbíróság elé állították, de az várakozásának megfelelően felmentette. Az írekkel kötött fegyverszünetet (ugyancsak várakozása szerint) nem fogadták el.
Ezután a skót hadjáratban vett részt, és Cromwell távozása után egy időre ő lett a sereg parancsnoka. 1652-ben betegsége miatt vissza kellett térnie Angliába; első tengeri beosztását felépülése után kapta meg.

### Az első angol–holland háborúban
A „tengeri tábornokok” egyikeként tíz nappal azután, hogy először hadihajóra szállt, 1653 márciusában megtámadott egy nagy holland konvojt. A három napos portlandi csatában legyőzte Maarten Tromp flottáját, és bár a konvojt nem sikerült elfognia, elsüllyesztett 12 holland hadihajót, felszabadította a Csatorna kikötőit. A „tengeri tábornokok” gyorsan és hatékonyan szervezték át az angol flottát: a korábban jellemző rendetlenséget, szervezetlenséget és egyéni harcászatot megszüntették, és a szárazföldi hadseregben szokásos fegyelemmel váltották fel.
A három hónappal később, 1653 júniusában vívott a gabbardi csatát ismét az angolok nyerték meg, de elesett Richard Deane, a flotta parancsnoka, akitől Monck vette át a hajóhad vezetését. A schenevingeni győzelem és a békekötés után visszatért a szárazföldre, és feleségül vette Anne Clargest. Felesége alacsony sorból származott, és (ahogy Samuel Pepys írta naplójában) „minden báj nélküli, lompos nő” volt, akit a látogatók rendszeresen Monck házvezetőnőjének néztek. Házasságukból egy fiú született: Christopher Monck.

### Szerepe a restaurációban
1654-ben Monck leverte a skótok lázadását, majd öt évig ő maradt a tartomány kormányzója. A Cromwell halála utáni zűrzavarban először annak fiát akarta támogatni, de rájött, hogy az ifjabb Cromwell messze elmarad apjától, úgyhogy inkább passzív maradt, és csapatait gondosan kézben tartva várt Edinburghban. Elutasította a királypártiak közeledését, de a parlament mellett sem kötelezte el magát. Nemsokára Charles Fleetwood és John Lambert vezetésével lázadás tört ki a parlament ellen. A lázadók Monckot is csatlakozásra szólították fel, ő azonban nemhogy elutasította az ajánlatot, de aktívan fel is lépett a lázadók ellen: kimozdult Skóciából, és a történelemben szinte példa nélkül álló módon, egyetlen puskalövés nélkül verte szét Lambert seregét úgy, hogy kiváló manőverekkel először szétszakította, majd a kisebb részeket körülzárta, és vagy feloszlatta, vagy saját seregébe olvasztotta azokat. Elvágta ellenfelének utánpótlási vonalait, mire a had az ellátás és a zsold hiánya miatt bomlani kezdett. Ezután Monck úgy vonult be Londonba, hogy senki sem tudta, mit is akar. Titokban támogatásáról biztosította a royalistákat, de elutasította, hogy felesküdjön a Stuart-házra. Nem szegült szembe nyíltan a parlamenttel, de minden eszközzel igyekezett azt gyöngíteni. Végig szilárdan kézben tartotta a helyzetet, és végül elérte, hogy a „hosszú Parlament” feloszlassa magát, és új parlamentet hívjanak össze. Ennek képviselőit úgy válogatta meg, hogy a royalisták kerüljenek többségbe. Ezután kapcsolatba lépett Károllyal, aki a bredai nyilatkozatban elfogadta Monck javaslatait és feltételeit. Az új parlament 1660 május elsején megszavazta a monarchia visszaállítását, és ezzel elhárították egy új, az előzőhöz hasonlóan véres polgárháború veszélyét.
1661-ben még leverte a Thomas Venner vezette lázadást, majd közreműködött az immár fölösleges sereg feloszlatásában.

## A második angol–holland háborúban
1665-ben, a nagy londoni pestis után egy időre ő lett a város kormányzója, majd ismét tengerre szállt. Jakab yorki herceg leváltása után társparancsnokokként Monck és Rupert herceg vezényelte az angol flottát: a két egykori ellenfél és régi barát együttműködése mindvégig kifogástalan volt. A négynapos csatában vereséget szenvedett de Ruytertől, ám a Szent Jakab-napi csatában visszavágott neki. A medlayi rajtaütés idején a már beteg Monck Chathambe sietett, és megpróbálta megszervezni a város védelmét, hogy meggátolja a hollandok további előrenyomulását. Ezek után már gyakorlatilag csak a magánéletének élt, bár hivatalosan még ő volt a kincstár első főbiztosa.
1670. január 3-án halt meg vízkórban.

## Kitüntetései, emlékezete
A restaurációban játszott szerepéért hálás II. Károly címekkel, rangokkal és kiváltságokkal halmozta el, mint például:
- Monck bárója,
- Torrington earlje,
- Albemarle hercege,
- udvari főlovászmester,
- a hadsereg főparancsnoka;

Rengeteg kitüntetést is kapott (a térdszalagrend lovagja stb.). 7000 fontos évjáradéka óriási összegnek számított.